# Regeringen Kishida I
Regeringen Kishida I var Japans regering 4 oktober–10 november 2021. Den leddes av Fumio Kishida och satt bara i drygt en månad eftersom en av Kishidas första åtgärder var att utlysa nyval. Den efterföljande regeringen Kishida II hade väsentligen samma ministrar.

## Ministrar
- Fumio Kishida, Japans premiärminister
- Yasushi Kaneko, Japans inrikesminister
- Yoshihisa Furukawa, Japans justitieminister
- Toshimitsu Motegi, Japans utrikesminister
- Shun'ichi Suzuki, Japans finansminister, Japans minister för finansiella tjänster, Japans deflationsminister
- Shinsuke Suematsu, Japans utbildings- och vetenskapsminister
- Shigeyuki Goto, hälso-, arbetsmarknads- och socialminister
- Genjirō Kaneko, Japans jordbruks-, skogs- och fiskeriminister
- Koichi Hagiuda, Japans handels- och industriminister, minister för kärnkraftsskador
- Tetsuo Saitō, Japans land- och transportminister
- Tsuyoshi Yamaguchi, Japans miljöminister
- Nobuo Kishi, Japans försvarsminister
- Hirokazu Matsuno, högste kabinettssekreterare
- Karen Makishima, Japans digitalminister, minister för regleringsreform
- Kosaburo Nishime, återuppbyggelseminister, minister för Okinawa och nordliga territoriella åtgärder
- Satoshi Ninoyu, minister för katastrofhantering, minister för havsfrågor
- Seiko Noda, minister för regional förnyelse, minister för åtgärder mot minskande födelsetal, Japans jämställdhetsminister, minister för kvinnors egenmakt
- Daishiro Yamagiwa, minister för ekonomisk revitalisering, minister för ekonomi- och finanspolitik
- Takayuki Kobayashi, minister för vetenskaps- och teknikpolicy, Japans rymdminister
- Kenji Wakamiya, minister för World Expo 2025, minister för konsumentfrågor och livsmedelssäkerhet, minister med ansvar för Cool Japan-strategin, minister för immaterialrättslig strategi
- Noriko Horiuchi, vaccinsminister

Denna lista hämtas från Wikidata. Informationen kan ändras där.